# Đội tuyển bóng đá quốc gia Bosna và Hercegovina
Đội tuyển bóng đá quốc gia Bosnia và Hercegovina (tiếng Bosnia: Nogometna reprezentacija Bosne i Hercegovine) là đội tuyển cấp quốc gia của Bosnia và Hercegovina do Hiệp hội bóng đá Bosnia và Hercegovina quản lý.
Trận đấu quốc tế đầu tiên của đội tuyển Bosnia và Hercegovina là trận gặp đội tuyển Iran vào năm 1993. Đội đã từng tham dự World Cup 2014 với tư cách là một quốc gia độc lập. Tại giải năm đó, đội chỉ có một trận thắng trước Iran, thua 2 trận trước Argentina và Nigeria, do đó dừng bước ở vòng bảng.

## Hình ảnh đội tuyển

### Trang phục
Màu sắc trang phục thi đấu truyền thống của Bosnia và Hercegovina là xanh lam và trắng, được lấy từ quốc kỳ đất nước. Mặc dù bộ quần áo bóng đá sân nhà hiện tại chủ yếu là màu xanh lam và bộ quần áo bóng đá sân khách chủ yếu là màu trắng, nhưng cách phối màu này ban đầu được sử dụng theo thứ tự ngược lại. Điều này là do lá cờ của Cộng hòa Bosna và Hercegovina (RBiH), được sử dụng trước Hòa ước Dayton, có màu trắng chủ đạo.
Trang phục thi đấu của đội hiện được sản xuất bởi công ty thể thao Tây Ban Nha Kelme. Nhà tài trợ chung của đội là m:tel. Đồng thời tài trợ cho đội là Coca-Cola, ASA Osiguranje và Privredna Banka Sarajevo.
Bảng dưới đây cho thấy lịch sử của các nhà sản xuất trang phục thi đấu cho đội tuyển bóng đá quốc gia Bosna và Hercegovina:
| Giai đoạn | Nhà tài trợ trang phục |
| --------- | ---------------------- |
| 1996–1999 | Patrick                |
| 1999–2000 | Adidas                 |
| 2000–2005 | Reusch                 |
| 2005–2014 | Legea                  |
| 2014–2023 | Adidas                 |
| 2023–nay  | Kelme                  |

## Thành tích tại các giải đấu

### Giải vô địch thế giới
| Năm       | Kết quả                               | St                                    | T                                     | H                                     | B                                     | Bt                                    | Bb                                    |
| --------- | ------------------------------------- | ------------------------------------- | ------------------------------------- | ------------------------------------- | ------------------------------------- | ------------------------------------- | ------------------------------------- |
| 1930      | Không tham dự, là một phần của Nam Tư | Không tham dự, là một phần của Nam Tư | Không tham dự, là một phần của Nam Tư | Không tham dự, là một phần của Nam Tư | Không tham dự, là một phần của Nam Tư | Không tham dự, là một phần của Nam Tư | Không tham dự, là một phần của Nam Tư |
| 1934      | Không tham dự, là một phần của Nam Tư | Không tham dự, là một phần của Nam Tư | Không tham dự, là một phần của Nam Tư | Không tham dự, là một phần của Nam Tư | Không tham dự, là một phần của Nam Tư | Không tham dự, là một phần của Nam Tư | Không tham dự, là một phần của Nam Tư |
| 1938      | Không tham dự, là một phần của Nam Tư | Không tham dự, là một phần của Nam Tư | Không tham dự, là một phần của Nam Tư | Không tham dự, là một phần của Nam Tư | Không tham dự, là một phần của Nam Tư | Không tham dự, là một phần của Nam Tư | Không tham dự, là một phần của Nam Tư |
| 1950      | Không tham dự, là một phần của Nam Tư | Không tham dự, là một phần của Nam Tư | Không tham dự, là một phần của Nam Tư | Không tham dự, là một phần của Nam Tư | Không tham dự, là một phần của Nam Tư | Không tham dự, là một phần của Nam Tư | Không tham dự, là một phần của Nam Tư |
| 1954      | Không tham dự, là một phần của Nam Tư | Không tham dự, là một phần của Nam Tư | Không tham dự, là một phần của Nam Tư | Không tham dự, là một phần của Nam Tư | Không tham dự, là một phần của Nam Tư | Không tham dự, là một phần của Nam Tư | Không tham dự, là một phần của Nam Tư |
| 1958      | Không tham dự, là một phần của Nam Tư | Không tham dự, là một phần của Nam Tư | Không tham dự, là một phần của Nam Tư | Không tham dự, là một phần của Nam Tư | Không tham dự, là một phần của Nam Tư | Không tham dự, là một phần của Nam Tư | Không tham dự, là một phần của Nam Tư |
| 1962      | Không tham dự, là một phần của Nam Tư | Không tham dự, là một phần của Nam Tư | Không tham dự, là một phần của Nam Tư | Không tham dự, là một phần của Nam Tư | Không tham dự, là một phần của Nam Tư | Không tham dự, là một phần của Nam Tư | Không tham dự, là một phần của Nam Tư |
| 1966      | Không tham dự, là một phần của Nam Tư | Không tham dự, là một phần của Nam Tư | Không tham dự, là một phần của Nam Tư | Không tham dự, là một phần của Nam Tư | Không tham dự, là một phần của Nam Tư | Không tham dự, là một phần của Nam Tư | Không tham dự, là một phần của Nam Tư |
| 1970      | Không tham dự, là một phần của Nam Tư | Không tham dự, là một phần của Nam Tư | Không tham dự, là một phần của Nam Tư | Không tham dự, là một phần của Nam Tư | Không tham dự, là một phần của Nam Tư | Không tham dự, là một phần của Nam Tư | Không tham dự, là một phần của Nam Tư |
| 1974      | Không tham dự, là một phần của Nam Tư | Không tham dự, là một phần của Nam Tư | Không tham dự, là một phần của Nam Tư | Không tham dự, là một phần của Nam Tư | Không tham dự, là một phần của Nam Tư | Không tham dự, là một phần của Nam Tư | Không tham dự, là một phần của Nam Tư |
| 1978      | Không tham dự, là một phần của Nam Tư | Không tham dự, là một phần của Nam Tư | Không tham dự, là một phần của Nam Tư | Không tham dự, là một phần của Nam Tư | Không tham dự, là một phần của Nam Tư | Không tham dự, là một phần của Nam Tư | Không tham dự, là một phần của Nam Tư |
| 1982      | Không tham dự, là một phần của Nam Tư | Không tham dự, là một phần của Nam Tư | Không tham dự, là một phần của Nam Tư | Không tham dự, là một phần của Nam Tư | Không tham dự, là một phần của Nam Tư | Không tham dự, là một phần của Nam Tư | Không tham dự, là một phần của Nam Tư |
| 1986      | Không tham dự, là một phần của Nam Tư | Không tham dự, là một phần của Nam Tư | Không tham dự, là một phần của Nam Tư | Không tham dự, là một phần của Nam Tư | Không tham dự, là một phần của Nam Tư | Không tham dự, là một phần của Nam Tư | Không tham dự, là một phần của Nam Tư |
| 1990      | Không tham dự, là một phần của Nam Tư | Không tham dự, là một phần của Nam Tư | Không tham dự, là một phần của Nam Tư | Không tham dự, là một phần của Nam Tư | Không tham dự, là một phần của Nam Tư | Không tham dự, là một phần của Nam Tư | Không tham dự, là một phần của Nam Tư |
| 1994      | Không tham dự                         | Không tham dự                         | Không tham dự                         | Không tham dự                         | Không tham dự                         | Không tham dự                         | Không tham dự                         |
| 1998      | Không vượt qua vòng loại              | Không vượt qua vòng loại              | Không vượt qua vòng loại              | Không vượt qua vòng loại              | Không vượt qua vòng loại              | Không vượt qua vòng loại              | Không vượt qua vòng loại              |
| 2002      | Không vượt qua vòng loại              | Không vượt qua vòng loại              | Không vượt qua vòng loại              | Không vượt qua vòng loại              | Không vượt qua vòng loại              | Không vượt qua vòng loại              | Không vượt qua vòng loại              |
| 2006      | Không vượt qua vòng loại              | Không vượt qua vòng loại              | Không vượt qua vòng loại              | Không vượt qua vòng loại              | Không vượt qua vòng loại              | Không vượt qua vòng loại              | Không vượt qua vòng loại              |
| 2010      | Không vượt qua vòng loại              | Không vượt qua vòng loại              | Không vượt qua vòng loại              | Không vượt qua vòng loại              | Không vượt qua vòng loại              | Không vượt qua vòng loại              | Không vượt qua vòng loại              |
| 2014      | Vòng 1                                | 3                                     | 1                                     | 0                                     | 2                                     | 4                                     | 4                                     |
| 2018      | Không vượt qua vòng loại              | Không vượt qua vòng loại              | Không vượt qua vòng loại              | Không vượt qua vòng loại              | Không vượt qua vòng loại              | Không vượt qua vòng loại              | Không vượt qua vòng loại              |
| 2022      | Không vượt qua vòng loại              | Không vượt qua vòng loại              | Không vượt qua vòng loại              | Không vượt qua vòng loại              | Không vượt qua vòng loại              | Không vượt qua vòng loại              | Không vượt qua vòng loại              |
| 2026      | Chưa xác định                         | Chưa xác định                         | Chưa xác định                         | Chưa xác định                         | Chưa xác định                         | Chưa xác định                         | Chưa xác định                         |
| 2030      | Chưa xác định                         | Chưa xác định                         | Chưa xác định                         | Chưa xác định                         | Chưa xác định                         | Chưa xác định                         | Chưa xác định                         |
| 2034      | Chưa xác định                         | Chưa xác định                         | Chưa xác định                         | Chưa xác định                         | Chưa xác định                         | Chưa xác định                         | Chưa xác định                         |
| Tổng cộng | 1/21 1 lần vòng bảng                  | 3                                     | 1                                     | 0                                     | 2                                     | 4                                     | 4                                     |

### Giải vô địch châu Âu
| Năm           | Thành tích                              |
| ------------- | --------------------------------------- |
| 1960 đến 1992 | Không tham dự do là một phần của Nam Tư |
| 1996          | Không tham dự                           |
| 2000 đến 2024 | Không vượt qua vòng loại                |

### UEFA Nations League
| Thành tích tại UEFA Nations League | Thành tích tại UEFA Nations League | Thành tích tại UEFA Nations League | Thành tích tại UEFA Nations League | Thành tích tại UEFA Nations League | Thành tích tại UEFA Nations League | Thành tích tại UEFA Nations League | Thành tích tại UEFA Nations League | Thành tích tại UEFA Nations League | Thành tích tại UEFA Nations League | Thành tích tại UEFA Nations League |
| Mùa giải                           | Hạng đấu                           | Bảng                               | Pld                                | W                                  | D                                  | L                                  | GF                                 | GA                                 | Hạng                               |                                    |
| ---------------------------------- | ---------------------------------- | ---------------------------------- | ---------------------------------- | ---------------------------------- | ---------------------------------- | ---------------------------------- | ---------------------------------- | ---------------------------------- | ---------------------------------- | ---------------------------------- |
| 2018–19                            | B                                  | 3                                  | 4                                  | 3                                  | 1                                  | 0                                  | 5                                  | 1                                  | 13th                               |                                    |
| 2020–21                            | A                                  | 1                                  | 6                                  | 0                                  | 2                                  | 4                                  | 3                                  | 11                                 | 15th                               |                                    |
| 2022–23                            | B                                  | 3                                  | 6                                  | 3                                  | 2                                  | 1                                  | 8                                  | 8                                  | 18th                               |                                    |
| Tổng cộng                          | Tổng cộng                          | Tổng cộng                          | 16                                 | 6                                  | 5                                  | 5                                  | 16                                 | 20                                 | 13th                               | 13th                               |

## Cầu thủ

### Đội hình
Dưới đây là đội hình sau khi hoàn thành UEFA Nations League 2022–23.

Cập nhật thống kê đến ngày 26 tháng 9 năm 2022 sau trận gặp România.

| Số | VT | Cầu thủ                 | Ngày sinh (tuổi)  | Trận | Bàn | Câu lạc bộ        |
| -- | -- | ----------------------- | ----------------- | ---- | --- | ----------------- |
| 12 | TM | Ibrahim Šehić           | 2 tháng 9, 1988   | 46   | 0   | Konyaspor         |
| 22 | TM | Kenan Pirić             | 7 tháng 7, 1994   | 6    | 0   | AEK Larnaca       |
| 1  | TM | Nikola Vasilj           | 2 tháng 12, 1995  | 6    | 0   | FC St. Pauli      |
|    |    |                         |                   |      |     |                   |
| 5  | HV | Sead Kolašinac          | 20 tháng 6, 1993  | 51   | 0   | Marseille         |
| 2  | HV | Eldar Ćivić             | 28 tháng 5, 1996  | 25   | 1   | Ferencváros       |
| –  | HV | Dennis Hadžikadunić     | 9 tháng 7, 1998   | 19   | 0   | Malmö FF          |
| 6  | HV | Siniša Saničanin        | 24 tháng 4, 1995  | 19   | 0   | Partizan          |
| 18 | HV | Adnan Kovačević         | 9 tháng 9, 1993   | 11   | 0   | Ferencváros       |
| 4  | HV | Mateo Sušić             | 18 tháng 11, 1990 | 11   | 0   | APOEL             |
| 16 | HV | Hrvoje Miličević        | 20 tháng 4, 1993  | 4    | 0   | AEK Larnaca       |
| 21 | HV | Amar Dedić              | 18 tháng 8, 2002  | 3    | 0   | Red Bull Salzburg |
| 3  | HV | Besim Šerbečić          | 1 tháng 5, 1998   | 1    | 0   | Aalesund          |
|    |    |                         |                   |      |     |                   |
| 7  | TV | Muhamed Bešić           | 10 tháng 9, 1992  | 47   | 0   | Ferencváros       |
| 13 | TV | Gojko Cimirot           | 19 tháng 12, 1992 | 39   | 0   | Standard Liège    |
| 10 | TV | Amer Gojak              | 13 tháng 2, 1997  | 35   | 4   | Ferencváros       |
| 15 | TV | Haris Duljević          | 16 tháng 11, 1993 | 28   | 1   | Hansa Rostock     |
| –  | TV | Miroslav Stevanović     | 29 tháng 7, 1990  | 27   | 2   | Servette          |
| –  | TV | Amir Hadžiahmetović     | 8 tháng 3, 1997   | 21   | 0   | Konyaspor         |
| 14 | TV | Sanjin Prcić            | 20 tháng 11, 1993 | 14   | 0   | Strasbourg        |
| 8  | TV | Vladan Danilović        | 27 tháng 7, 1999  | 7    | 0   | Nacional          |
| 20 | TV | Dino Hotić              | 26 tháng 7, 1995  | 4    | 0   | Cercle Brugge     |
| 19 | TV | Dario Šarić             | 30 tháng 5, 1997  | 1    | 0   | Palermo           |
|    |    |                         |                   |      |     |                   |
| 11 | TĐ | Edin Džeko (đội trưởng) | 17 tháng 3, 1986  | 126  | 64  | Inter Milan       |
| 9  | TĐ | Smail Prevljak          | 10 tháng 5, 1995  | 22   | 6   | Eupen             |
| 23 | TĐ | Ermedin Demirović       | 25 tháng 3, 1998  | 15   | 1   | FC Augsburg       |
| 17 | TĐ | Kenan Kodro             | 19 tháng 8, 1993  | 11   | 2   | Fehérvár          |

### Triệu tập gần đây
| Vt | Cầu thủ                  | Ngày sinh (tuổi)  | Số trận | Bt | Câu lạc bộ               | Lần cuối triệu tập                   |
| -- | ------------------------ | ----------------- | ------- | -- | ------------------------ | ------------------------------------ |
| TM | Nikola Ćetković          | 6 tháng 2, 2002   | 1       | 0  | Borac Banja Luka         | v. Phần Lan, 14 June 2022            |
| TM | Vladan Kovačević         | 11 tháng 4, 1998  | 0       | 0  | Raków                    | v. Phần Lan, 4 June 2022 WD          |
| TM | Belmin Dizdarević        | 9 tháng 8, 2001   | 1       | 0  | Sarajevo                 | v. Hoa Kỳ, 18 December 2021          |
|    |                          |                   |         |    |                          |                                      |
| HV | Anel Ahmedhodžić         | 26 tháng 3, 1999  | 18      | 1  | Sheffield United         | v. Montenegro, 23 September 2022 INJ |
| HV | Jusuf Gazibegović        | 11 tháng 3, 2000  | 5       | 0  | Sturm Graz               | v. Montenegro, 23 September 2022 INJ |
| HV | Hrvoje Barišić           | 3 tháng 2, 1991   | 1       | 0  | Zrinjski Mostar          | v. Phần Lan, 14 June 2022            |
| HV | Josip Ćorluka            | 3 tháng 3, 1995   | 3       | 0  | Zrinjski Mostar          | v. Hoa Kỳ, 18 December 2021          |
| HV | Ajdin Nukić              | 26 tháng 11, 1997 | 3       | 0  | Tuzla City               | v. Hoa Kỳ, 18 December 2021          |
| HV | Selmir Pidro             | 3 tháng 3, 1998   | 2       | 0  | St. Louis City           | v. Hoa Kỳ, 18 December 2021          |
| HV | Numan Kurdić             | 1 tháng 7, 1999   | 1       | 0  | RWDM                     | v. Hoa Kỳ, 18 December 2021          |
| HV | Vedran Vrhovac           | 20 tháng 11, 1998 | 0       | 0  | Radomlje                 | v. Hoa Kỳ, 18 December 2021          |
| HV | Branimir Cipetić         | 24 tháng 5, 1995  | 7       | 0  | Lokomotiva               | v. Ukraina, 16 November 2021         |
| HV | Aleksandar Jovičić       | 18 tháng 1, 1995  | 2       | 0  | Gorica                   | v. Ukraina, 16 November 2021         |
| HV | Dario Đumić              | 30 tháng 1, 1992  | 5       | 1  | SV Sandhausen            | v. Ukraina, 12 October 2021          |
|    |                          |                   |         |    |                          |                                      |
| TV | Miralem Pjanić (đội phó) | 2 tháng 4, 1990   | 108     | 18 | Sharjah                  | v. România, 26 September 2022 SUS    |
| TV | Rade Krunić              | 7 tháng 10, 1993  | 27      | 2  | Milan                    | v. Montenegro, 23 September 2022 INJ |
| TV | Luka Menalo              | 22 tháng 7, 1996  | 13      | 3  | Dinamo Zagreb            | v. Montenegro, 23 September 2022 INJ |
| TV | Adi Nalić                | 1 tháng 12, 1997  | 8       | 0  | Malmö FF                 | v. Luxembourg, 29 March 2022         |
| TV | Amar Rahmanović          | 13 tháng 5, 1994  | 5       | 0  | Krylia Sovetov           | v. Luxembourg, 29 March 2022         |
| TV | Marijan Ćavar            | 2 tháng 2, 1998   | 3       | 0  | Široki Brijeg            | v. Hoa Kỳ, 18 December 2021          |
| TV | Almedin Ziljkić          | 25 tháng 2, 1996  | 2       | 0  | Olimpija Ljubljana       | v. Hoa Kỳ, 18 December 2021 INJ      |
| TV | Andrej Đokanović         | 1 tháng 3, 2001   | 2       | 0  | Sarajevo                 | v. Hoa Kỳ, 18 December 2021          |
| TV | Aleksandar Vojnović      | 3 tháng 10, 1996  | 1       | 0  | Borac Banja Luka         | v. Hoa Kỳ, 18 December 2021          |
| TV | Haris Ovčina             | 24 tháng 10, 1996 | 1       | 0  | Velež Mostar             | v. Hoa Kỳ, 18 December 2021          |
| TV | Mehmed Ćosić             | 25 tháng 6, 1997  | 1       | 0  | Velež Mostar             | v. Hoa Kỳ, 18 December 2021          |
| TV | Saša Maksimović          | 18 tháng 12, 1999 | 1       | 0  | Sloboda Tuzla            | v. Hoa Kỳ, 18 December 2021          |
| TV | Amar Begić               | 7 tháng 8, 2000   | 1       | 0  | Borac Banja Luka         | v. Hoa Kỳ, 18 December 2021          |
| TV | Igor Savić               | 8 tháng 10, 2000  | 1       | 0  | Torpedo Moscow           | v. Hoa Kỳ, 18 December 2021          |
| TV | Elvis Sarić              | 21 tháng 7, 1990  | 19      | 1  | Suwon Bluewings          | v. Phần Lan, 13 November 2021 INJ    |
| TV | Stjepan Lončar           | 10 tháng 11, 1996 | 11      | 0  | Kortrijk                 | v. Kazakhstan, 9 October 2021 INJ    |
| TV | Mario Vrančić            | 23 tháng 5, 1989  | 6       | 0  | Rijeka                   | v. Kazakhstan, 9 October 2021 INJ    |
|    |                          |                   |         |    |                          |                                      |
| TĐ | Nemanja Bilbija          | 2 tháng 11, 1990  | 1       | 0  | Zrinjski Mostar          | v. Phần Lan, 14 June 2022            |
| TĐ | Sulejman Krpić           | 1 tháng 1, 1991   | 1       | 0  | Western Sydney Wanderers | v. Hoa Kỳ, 18 December 2021          |
| TĐ | Jovo Lukić               | 28 tháng 11, 1998 | 1       | 0  | Borac Banja Luka         | v. Hoa Kỳ, 18 December 2021          |

- INJ Rút lui vì chấn thương
- PRE Đội hình sơ bộ.
- WD Bỏ cuộc.
- COV Rút lui vì dương tính với COVID-19

## Kỷ lục
Tính đến 26 tháng 9 năm 2022
Cầu thủ in đậm vẫn còn thi đấu ở đội tuyển quốc gia.

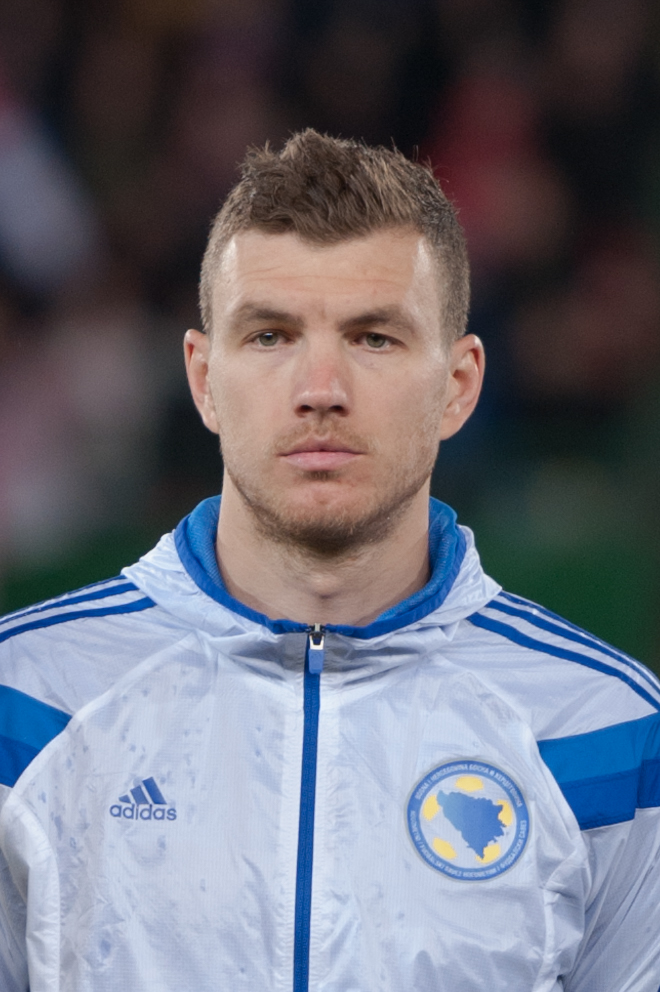
Edin Džeko là cầu thủ khoác áo đội tuyển quốc gia nhiều nhất và cũng là cầu thủ ghi nhiều bàn thắng nhất cho đội tuyển Bosna và Hercegovina với 126 lần ra sân và ghi được 64 bàn thắng.

### Khoác áo đội tuyển nhiều nhất
| #  | Cầu thủ            | Năm thi đấu | Số trận | Bàn thắng |
| -- | ------------------ | ----------- | ------- | --------- |
| 1  | Edin Džeko         | 2007–       | 126     | 64        |
| 2  | Miralem Pjanić     | 2008–       | 108     | 18        |
| 3  | Emir Spahić        | 2003–2018   | 94      | 6         |
| 4  | Zvjezdan Misimović | 2004–2014   | 84      | 25        |
| 5  | Vedad Ibišević     | 2007–2018   | 83      | 28        |
| 6  | Asmir Begović      | 2009–2020   | 63      | 0         |
| 7  | Haris Medunjanin   | 2009–2018   | 60      | 9         |
| 8  | Senad Lulić        | 2008–2018   | 57      | 4         |
| 9  | Elvir Bolić        | 1996–2006   | 51      | 22        |
| 10 | Sergej Barbarez    | 1998–2006   | 48      | 17        |

### Ghi nhiều bàn thắng nhất
| #  | Cầu thủ            | Năm thi đấu | Bàn thắng | Số trận |
| -- | ------------------ | ----------- | --------- | ------- |
| 1  | Edin Džeko         | 2007–       | 64        | 126     |
| 2  | Vedad Ibišević     | 2007–2018   | 28        | 82      |
| 3  | Zvjezdan Misimović | 2004–2014   | 25        | 84      |
| 4  | Elvir Bolić        | 1996–2006   | 22        | 51      |
| 5  | Miralem Pjanić     | 2008–       | 18        | 108     |
| 5  | Sergej Barbarez    | 1998–2006   | 17        | 48      |
| 7  | Elvir Baljić       | 1996–2005   | 14        | 38      |
| 8  | Zlatan Muslimović  | 2006–2011   | 12        | 30      |
| 9  | Edin Višća         | 2010–2020   | 10        | 55      |
| 10 | Haris Medunjanin   | 2009–2018   | 9         | 60      |